# Caspicosa manytchensis
Caspicosa manytchensis là một loài nhện trong họ Lycosidae.
Loài này thuộc chi Caspicosa. Caspicosa manytchensis được A. V. Ponomarev miêu tả năm 2007.